# Relacja liniowego wyrażania się układu przez układ
Relacja liniowego wyrażania się układu {\displaystyle (v_{\iota })_{\iota =1}^{p}} przez układ {\displaystyle (w_{\iota })_{\iota =1}^{q}} – pojęcie algebry liniowej, relacja, symbolicznie oznaczana jako {\displaystyle (v_{\iota })_{\iota =1}^{p}\prec (w_{\iota })_{\iota =1}^{q},} zdefiniowana następująco:
Układ wektorów {\displaystyle (v_{\iota })_{\iota =1}^{p}} wyraża się liniowo przez układ {\displaystyle (w_{\iota })_{\iota =1}^{q},} wtedy i tylko wtedy, gdy każdy wektor układu {\displaystyle (v_{\iota })_{\iota =1}^{p}} jest generowany przez kombinację liniową układu wektorów {\displaystyle (w_{\iota })_{\iota =1}^{q}}, co można symbolicznie zapisać:
{\displaystyle (v_{\iota })_{\iota =1}^{p}\prec (w_{\iota })_{\iota =1}^{q}\Longleftrightarrow \forall _{1\geqslant \iota \geqslant p}\ v_{\iota }\in \mathbb {span} ((w_{\iota })_{\iota =1}^{q})}.
Symbol {\displaystyle \prec } czytamy jako: „wyraża się liniowo przez”.
Relacja {\displaystyle \prec } określona w zbiorze wszystkich skończonych układów wektorów przestrzeni wektorowej {\displaystyle \mathbb {V} }, jest relacją zwrotną i tranzytywna.
Prawdziwe jest następujące twierdzenie:
{\displaystyle (v_{\iota })_{\iota =1}^{p}\prec (w_{\iota })_{\iota =1}^{q}\Longleftrightarrow {\mbox{span}}((v_{\iota })_{\iota =1}^{p})<{\mbox{span}}((w_{\iota })_{\iota =1}^{q})},
gdzie {\displaystyle <} czytamy jako „jest podprzestrzenią przestrzeni”.
Pojęcia relacji liniowego wyrażania się układu przez układ używa się m.in. do definiowania układów równoważnych.